# フエダイ
フエダイ（笛鯛、英名"Star snapper"、学名：Lutjanus stellatus）は、スズキ目・フエダイ科に分類される魚の一種。南日本から中国南岸までに分布する海水魚で、食用に漁獲される。地方名としてシブ、シブダイ（宮崎）、ホシタルミ（鹿児島）、イナクー（沖縄）などがある。
なお、「フエダイ」という言葉はフエダイ属、またはフエダイ科魚類の総称としても使われることがある。

## 特徴
成魚は全長40 - 50センチメートルほどで、フエダイ科魚類としては中型である。体は楕円形で強く側扁し、マダイなどと同じ体形である。口は頭部のやや下にあり、前に突き出て口笛を吹くように見える。「笛鯛」の和名はここに由来する。
体色は一様に紫褐色で、各鰭は黄褐色をしている。ただし生きている時は胴体の後半やや上に小さな白い点が一つあり、よく目立つ。
地方名「ホシタルミ」のほか、「シブダイ」「アブラダイ」、英名"Star snapper"、学名の種名"stellatus"は、いずれもこの白点を星に見立てている。また、若魚は頬に水色の縦線が数本入る。背鰭・尻鰭の軟条部は尖らず、円みを帯びる。
本州中部以南の南日本から台湾・香港沿岸まで分布する。暖流に面した北西太平洋沿岸域の固有種である。ただし南西諸島沿岸では個体数が少ない。
沿岸部の岩礁やサンゴ礁に生息し、海底近くを遊泳する。食性は肉食性で、小魚・甲殻類・頭足類などを捕食する。産卵期は5 - 7月で、夜に分離浮性卵を産卵する。
分布域沿岸では高級食用魚として扱われ、釣り・定置網・三重刺し網などの沿岸漁業で漁獲される。

## 類似種

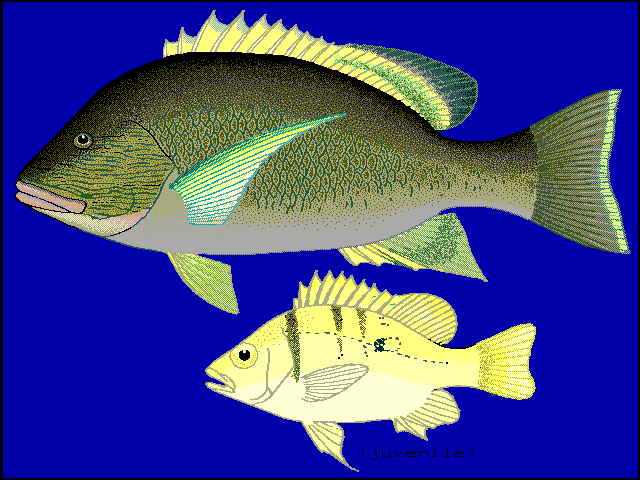
ナミフエダイ。下は若魚

ナミフエダイ ( Blubberlip snapper、学名：Lutjanus rivulatus) (Cuvier,1828)
フエダイ同様に胴に白点があるが、水色の線が頬だけでなく頭部にも多数入り（和名の由来）、背鰭・臀鰭の軟条部が三角形に尖る。南日本だけでなくタヒチ・オーストラリア北岸・アフリカ東岸まで、インド太平洋熱帯域に広く分布する。幼魚は汽水域に入ることもある。
ナミフエダイからフエダイが新種として分けられた経緯があり、1980年代までの魚類図鑑では「フエダイ」という和名でナミフエダイの解説が掲載されている。